# Маїсян (Армавір)
Це стаття про село Маїсян у марзі Армавір. Стаття про село у марзі Ширак — Маїсян
Маїсян (вірм. Մայիսյան) — село в марзі Армавір, на заході Вірменії. До 22 жовтня 1939 називалося Совхоз № 2, в 22.10.1939 – 18.07.1953 робітниче селище імені Берія, а в 18.07.1953 – 4.07.2006 село Жданов. Село розташоване за декілька кілометрів на північний схід від міста Армавір.